# Ілітиди
Ілітиди (англ. Illithids), також відомі як мізкожери, здирачі розуму (англ. mind flayers) або володарі розуму (англ. mind ruler) та іноді називаються ґаїк (англ. ghaik) на мові ґіт'янкі — персонажі медіафарншизи Dungeons&Dragons, гуманоїди, що вирізняються щупальцями на голові та потужними псіонічними здібностями; мешканці багатьох світів мультивсесвіту. Зі своїх лігв-лабіринтів, розташованих у глибинах Підмороку, ці чужорідні істоти прагнуть розширити своє панування над усіма іншими формами життя, контролюючи їх розум, щоб використовувати як покірних рабів. Завдяки своїм псіонічним здібностям, вони споживають саму особистість своїх жертв, виїдаючи їх мозок, поки ті ще живі, щоб отримати поживні речовини та знання.

## Опис
За зростом, вагою та статурою, ілітиди подібні до худорлявих людей, але на цьому будь-яке зовнішнє порівняння з гуманоїдами закінчується. Плоть ілітида м'яка, еластична, волога та гумоподібна, що створює унікальну текстуру, яку легко відрізнити від будь-якої іншої істоти. Колір їхньої шкіри коливається від лілового до зеленувато-фіолетового, а кров має сріблясто-білий колір. Голова ілітіда витягнутої випуклої форми нагадує восьминога з чотирма гнучкими несегментованими темно-фіолетовими щупальцями, що оточують їх рот. Довжина щупалець може варіюватися від 0,6 до 1,2 метра. Руки ілітидів довгі, тонкі та не мають вказівного пальця, але в іншому схожі на руки звичайних гуманоїдних істот. Решта пальців можуть бути від червоного до лілового кольору та закінчуються товстими чорними нігтями, що хоч і здаються небезпечними, насправді тупі та складаються з м'якого хряща, тому не є ефективною зброєю. Ноги ілітидів перетинчасті та мають лише два пальці, що допомагає їм доволі швидко плавати.
Ілітиди носять довгі мантії та плащі з високими розкішними комірами, темні капелюхи та різноманітні прикраси.

### Світогляд
Здирачі розуму мають чужорідні процеси мислення та загадкові цілі. Вони вбачають себе у ролі майстрів-геніїв, що змушують інших служити їхнім схемам. Хоча окремі особи можуть виявляти велику різницю в світогляді, більшість розділяє спільні вірування і принципи.
Ілітиди схильні до манії величі, тиранії і почуття власної значущості. Здирачі розуму прагнуть світового панування, вбачаючи свою долю у пануванні над всесвітом, а вершиною своєї еволюції — повний контроль над усіма планами існування, з можливістю змінювати реальність за власним бажанням. Однак здирачі розуму не вважають себе жахливими монстрами. У свідомості ілітидів їх вид діє як агенти «Порядку», сили закону, які повинні приборкати хаотичний і некерований всесвіт. Вони бачать різні раси в його межах як потенційних рабів без нагляду, які безцільно існують та працюють без будь-якого спрямування. Виконуючи роль опікунів мультивсесвіту, ілітиди постійно працюють над тим, що вони вважають покращенням всесвіту, затверджуючи свій остаточний контроль, щоб забезпечити встановлення зручного для них порядку.
Надзвичайно зарозумлі ілітиди розглядають всіх створінь як нижчих за себе істот, своєрідну худобу, призначену лише для трьох цілей: слугувати їм їжею, працювати як раби або ж слугувати ємністю для розмноження ще більшої кількості ілітидів. Навіть попри таке ставлення до інших рас, здирачі мозку відчувають певну подяку перед меншими істотами. Насправді вони цінують «дари» тих, кого споживають, і щиро відчувають, що роблять своїй худобі дарунок, споживаючи її мізки. Ілітиди потребують домінувати не лише для досягнення спільних цілей, але й для задоволення певних власних основних потреб. Без розуму, яким можна керувати, ілітид почувається незавершеним. Вони насправді мають досить близькі, майже інтимні, стосунки зі своїми власними рабами і дуже страждають, якщо ті помирають (через хворобу, вік чи фізичну травму), а деякі навіть божеволіють від самотності без їх постійного товариства. Ілітид може відкласти свої цілі з завоювання світу лише для того, щоб поновити спустошену свиту рабів, і кожен ілітид має принаймні одного особистого раба. Коли вони знаходять того, хто їм подобається, ілітиди роблять все можливе, щоб не їсти цього раба у нападах голоду чи гніву, і можуть навіть дарувати їм іграшки та дрібнички, якими вони могли б зайнятися, коли не працюють.

### Моральність
Загалом, ілітиди є холодними і жорстокими створіннями. Відомо, що вони завдають болю полоненим виключно для розваги та змушують інших брати участь у різноманітних гладіаторських іграх. Якщо ілітид коли-небудь ставився до представника іншої раси як до рівного, він, швидше за все, вдавав дружбу задля власних цілей. Вони можуть поводитися шанобливо, коли їм це зручно, але кожен має інстинктивне усвідомлення того, що інша сторона послужить кращим рабом або їжею і, швидше за все, до того часу, коли був укладений союз, вони вже вирішили, як і коли зрадити нового партнера. Незважаючи на безліч притаманних їм бажань і схильностей, ілітиди можуть інколи відійти від зла. Більшість з них просто нездатні до справжнього добра, але іноді винятковий індивід може змінити свій спосіб життя, щоб стати морально нейтральним, а в крайніх випадках — добрим. Відомо, що дехто ставив під сумнів необхідність домінування над слабкими та відмовлявся від харчування мізками, але від таких своїх представників спільнота ілітидів швидко позбувалася, якщо їх виявляла.

### Суспільство
Здирачі розуму рідко зустрічаються поодинці, частіше їх супроводжують двоє чи більше психічно прив'язаних рабів. Типові поневолені раси включають ґрімлоків, огрів, кваґотів і троґлодитів. Спільним для цих поневолених видів є той факт, що ілітиди зазвичай не вважають їх їстівними. Спільноти здирачів розуму (також звані «колоніями») зазвичай мають розмір від двохсот до двох тисяч, враховуючи лише самих ілітидів. Кожен представник спільноти має принаймні двох рабів. У цих громадах кількість рабів часто значно перевищує кількість самих ілітидів. Наприклад, станом на 1372 DR загальна чисельність населення ілітидського міста Оріндолл (англ. Oryndoll) становила трохи менше 24 000 осіб, серед яких здирачі розуму становили лише близько 4 300 із цієї кількості.

Зображення Старшого Розуму в Baldur's Gate II: Shadows of Amn (2000) від BioWare

Колонії функціонують як єдиний колективний розум, з централізованим контролем Старшого Розуму, єдиної сутності, яка здійснює свій телепатичний контроль одночасно над усіма ілітидами в радіусі 8 км. Старший Розум є серцем спільноти, він утримується в басейні солоної рідини і складається з усіх мізків мертвих ілітидів колонії. Він слугує центром комунікаційної мережі, передаючи інформацію, отриману від одного здирача розуму, всій колонії, зберігаючи всі колективні знання колонії та видаючи команди окремим її представникам. Ступінь контролю та організації Старшого Розуму над спільнотою є настільки абсолютним, що про всю колонію ілітидів зручніше думати як про одну особину — Старший Розум.
Хоча ілітиди охоче збираються разом, щоб досягти мети, вони завжди змагаються за більший контроль у суспільстві, але навіть тоді завжди залишаються нижчими за Старший Розум. У той час як окремі ілітиди могли колись у своєму минулому зберегти певний ступінь незалежності мислення, після краху Імперії Ілітидів вони погодилися, що для виживання, їм потрібна повна покора Старшому Розуму. У колоніях ілітиди організовуються в ідеологічні угруповання, відомі як «Символи Віри» (англ. Creed), відповідно здібностям і філософії кожного окремого індивіда. Представники різних віросповідань об'єднуються в Старший Конкорд (англ. Elder Concord), який під егідою Старшого Розуму координує діяльність колонії. У випадках, коли кілька колоній переслідують спільні цілі, формується «Великий Старійшинський Конкорд».
Коли виникає потреба, колонія створює «інквізицію», команду ілітидів, схожу на групу авантюристів. Кожен її представник використовує власні таланти та здібності для досягнення мети інквізиції. Якщо ситуація є надто масштабною, колонія створює «культ», котрий є набагато більшим за інквізицію, і його очолюють одразу два здирачі розуму, які постійно змагаються за більшу владу в ньому. Такий тип місії тимчасово робить ілітидів недосяжними для Старшого Розуму і вважається дуже небезпечним. Якщо представник колонії залишається поза досяжністю свого Старшого Розуму, він може знову отримати свою свободу волі. Ці так звані ілітиди-ренегати можуть створити власні колонії або, звільнившись від панування Старшого Розуму, навіть шукати співпраці з іншими видами. Ця нова особистість і будь-які альянси, які були укладені, миттєво зникають, щойно ілітид-ренегат з тих чи інших причин повертається під контроль Старшого Розуму.

### Біологія
Ілітиди є теплокровними амфібіями. Унікальність нервової системи полягає в тому, що кожен нерв представника цього виду має прямий зв'язок із мозком, тобто все тіло ілітида є продовженням його мозку, надаючи здирачам розуму цілковите усвідомлення свого фізичного стану. Очі ілітидів надзвичайно чутливі до яскравого світла, що є для них дуже болючим — характеристика, яку деякі вчені ґітянкі пояснюють тим фактом, що інопланетна анатомія цього виду фокусує світло специфічним чином. Натомість, їх очі більш чутливі до інфрачервоних променів, ніж до видимого світла, тому темнобачення є незмінною характеристикою представників цієї раси в усій продукції франшизи D&D. У повній темряві або при місячному світлі ілітид може чітко бачити на відстані до 150 метрів, але під прямим сонячним світлом не далі 4,5 метрів.
Через відсутність зовнішніх вух, слух ілітидів менш гострий, ніж у поверхневих рас. Вони відносно добре розрізняють напрямок звуків, але здатність відокремлювати та розпізнавати окремі компоненти звуків у них відсутня. Ілітиди також не мають носів, як висновок будь-яка нюхова функція у них відсутня.
Джерелом харчування представників цього виду є мізки інших розумних істот, переважно гуманоїдів. Лише мозкова тканина забезпечує необхідну комбінацію трьох основних компонентів, необхідних для підтримки фізіології ілітида: гормони, ферменти і психічна енергія. Здирачі розуму також вживають іншу їжу, більшість якої містить важливі для них ферменти та гормони, здебільшого це сирі внутрішні органи теплокровних істот. У той час як певні важливі біохімічні речовини та гормони можна знайти лише в мозковій речовині, ілітиди споживають мозок більше заради психічної частки, ніж фізичних поживних речовин. Їх унікальна фізіологія дозволяє їх травній системі отримувати з їжі не тільки поживні речовини, а й спогади своєї здобичі, якими вони діляться з іншими членами своєї колонії. Сліди індивідуальності жертви також зберігаються у здирача розуму, впливаючи на їх культуру та естетичні уподобання. Колонії ілітидів можуть зосередитися або навпаки проігнорувати цілі області дизайну в залежності від свого раціону.

### Розмноження

Цереморфозис — процес вводу личинки ілітида в мозок розумної істоти.

Ілітиди — гермафродити, кожний з яких відкладає кладку личинок два-три рази за все своє життя. Личинки нагадують пуголовків з чотирма щупальцями. Протягом свого життєвого циклу, личинки розвиватися в басейні Старшого Розуму, де також складають його основний раціон. Виживших 10 років особин ілітиди поміщають в мозок розумної істоти — цей процес називається «цереморфозис». Господарі визначаються дуже специфічним чином — зазвичай це людиноподібні істоти зростом 1,5 метра—1,9 метра. Найбільш бажаними расами є люди, дроу, ельфи, ґітіанкі, ґрімлоки, ґноли, ґобліноїди та орки. Після введення (через будь-який черепний отвір) личинка росте і поглинає мозок хазяїна і повністю трансформує його фізичну форму, перетворюючи на фізично зрілого але ментально молодого ілітида. Трансформація займає близько тижня.
Коли ілітид піддається цереморфозису, він іноді може приймати деякі елементи індивідуальності поглиненої істоти-господаря. Зазвичай це проявляється як незначна особливість особистості, така як нервова звичка або реакція (наприклад, гризти нігті або постукувати ногою), хоча процес, який визначає тип і кількість рис, успадкованих таким чином, є стохастичним. Відомо, що деякі дорослі ілітиди навіть наспівують мелодію, яку їхні господарі знали за життя. Зазвичай, коли здирач розуму успадковує таку рису, він зберігає це в суворій таємниці, тому що подібні недоліки не толеруються спільнотою ілітидів.
Іноді цереморфозис може частково вийти з ладу. Іноді личинка не містить достатньо хімікатів для завершення процесу, або відбулося якесь псіонічне втручання. Якою б не була причина, кінцевим продуктом такого випадку є ситуація, коли тіло використаної істоти має мозок, особистість і травний тракт ілітида. Ці нещасні все ще повинні споживати мізки, як правило, розрізаючи голови (оскільки в них немає необхідних щупалець). Цих істот спільнота ілітидів часто використовує як шпигунів, де вони легко зливаються з відповідними расами.
Суспільство ілітидів також підтримує давнє табу, пов'язане з відхиленнями або невдачами процесу цереморфозису, і шукає та знищує такі винятки. Час від часу колонії здирачів розуму зазнають нападів від інших розумних рас, і їх мешканці змушені тікати. При цьому личинки залишаються без уваги. Позбавлені зовнішньої їжі, вони починають поглинати одна одну. Вціліла, зрештою покине басейн у пошуках їжі (мізків). Ці неморфовані личинки відомі як неотеліди. Якщо неотеліду вдасться поглинути розумну істоту, у ньому пробудяться псіонічні здібності, він виросте до величезних розмірів, зберігаючи спогади про своє дике виживання. Існування подібних істот є табу серед ілітидів, і говорити про них вважається неввічливим.

## Історія публікацій
Ілітиди були вигадані Гері Гайгексом, якого надихнула обкладинка книги «The Burrowers Beneath» Браяна Ламлі. Обкладинка на першому виданні книги зображувала лише щупальця антагоністичної раси твору, хтоніан.

### Dungeons & Dragons(1974—1976)
Здирачі розуму вперше з'явилися в офіційному інформаційному бюлетені TSR, The Strategic Review #1, весною 1975 року, в розділі під назвою «Особливості істот». Тут ілітиди описані як «суперрозумна істота у формі людини з чотирма щупальцями біля рота, якими він вражає свою здобич». Основною атакою був «Вибух розуму» (англ. Mind Blast) — атака на відстані радіусом у 5 футів, яка по-різному впливає на кожного супротивника залежно від показника інтелекту, з можливістю накладання ефектів «божевілля», «гніву», «розгубленості», «коми» або «смерті». Вони також були включені в додаток Eldritch Wizardry для оригінальної гри Dungeons & Dragons (1976), де вони описуються як надрозумні, людиноподібні істоти законно-злого світогляду.

### Advanced Dungeons & Dragons1а редакція (1977—1988)
Здирач розуму з'являється в першому виданні Посібника монстрів (1977). Роджер Мур написав «The Ecology of the Mind Flayer», яка була представлена в Dragon#78 у жовтні 1983 року.
Стаття «The Sunset World» Стівена Іннісса в Dragon#150 в жовтні 1989 року зображала світ, який був повністю спустошений здирачами розуму. У рубриці «Бестіарій» в тому ж номері описувалися ілітиди, дивні мешканці цього світу.

### Advanced Dungeons & Dragons2а редакція (1989—1999)
Здирачі розуму з'явилися в 1му томі Компендіуму монстрів (англ. Monstrous Compendium Volume One) (1989), і перевиданні Посібника монстрів для 2ї редакції (1993).
Улітарід (англ. ulitharid), або благородний ілітид, був представлений у пригоді «Thunder Under Needlespire» Джеймсом Джейкобсом у періодичному виданні Dungeon#24 за липень/серпень 1990 року, а пізніше включений до Monstrous Compendium Annual Volume One (1994).
The Complete Psionics Handbook (1991) описує способи використання ілітидами їх псіонічних здібностей.
Алхун (англ. alhoon), також відомий як ілітиліч (англ. illithilich) або ліч-ілітид, був представлений у коробковому наборі Menzoberranzan у буклеті «Book One: The City» (1992).
Книга The Illithiad (укр. ілітіада) (квітень 1998) і серія модулів «Monstrous Arcana» значно розширили роль та вплив ілітидів у мультивсесвіті D&D. ілітіада представила Старший Розум та новий вид здирачів розуму, урофіон (англ. urophion). Модуль «Dawn of the Overmind» містить історію походження ілітидів.

### Dungeons & Dragonsредакція 3.0 (2000—2002)
Здирачі розуму з'являються в Посібнику монстрів для цієї редакції (2000).
Посібник Savage Species (2003) додав расовий клас здирачів розуму до основного переліку іграбельних рас, дозволяючи грати за цю расу, починаючи з 1-го рівня, а також додав престиж-клас «ілітид-мудрець» (англ. Illithid Savant).

### Dungeons & Dragonsредакція 3.5 (2003—2007)
Ілітиди з'являються в переглянутому Посібнику монстрів для цієї редакції (2003) як в ігровій, так і неігровій формах.
Здирачі розуму також отримали окрему главу в книзі Lords of Madness: The Book of Aberrations (2005).
Розширений довідник з псіоніки (2004) докладно описав відмінності між псіонічними та звичайними ілітидами, хоча для створення Псіоніка-ілітида все ще потрібна була інформація з актуального на той час Посібнику монстрів.
Наступний Посібник монстрів (2007) представив концепцію «thoon», — сторонню рушійну силу (інопланетний бог, зовнішня філософія чи інший рушійний стимул), яка змінила світогляд кількох персонажів ілітидів.

### Dungeons & Dragons4а редакція (2008—2014)
Здирачі розуму з'являються в Посібнику монстрів для цієї редакції (2008).

### Dungeons & Dragons5а редакція (2014—теперішній час)
Здирачі розуму з'являються в Посібнику монстрів для цієї редакції (2014).
Значно розширену інформацію про здирачів розуму можна знайти в Путівнику монстрами Воло (2016), прим.пер.: Воло — це відомий вчений-мандрівник у всесвіті D&D, котрого гравці можуть зустріти як в оригінальній відеогрі Baldur's Gate (1998), так і в Baldur's Gate III (2023).

## Оцінки і відгуки
Здирачі розуму потрапили на четверте місце серед найкращих монстрів середнього рівня за версією авторів Dungeons & Dragons For Dummies. Вони назвали ілітидів «квінтесенцією злого генія» та «ідеальним злим маніпулятором».
Цієнна Мадрід з видання The Stranger описала здирачів розуму як «жахливих дияволів» D&D.
Роб Брікен з io9 віддав здирачам розуму 9-е місце серед найбільш пам'ятних монстрів D&D.
SyFy Wire у 2018 році назвали ілітидів одними з «9 найстрашніших, найнезабутніших D&D монстрів», сказавши, що «здирачі розуму є ще одним класичним монстром, на кшталт бехолдерів».
Screen Rant склали список «10 найпотужніших (і 10 найслабших) монстрів» у 2018 році, назвавши Старший Розум одним із найсильніших, зауваживши, що «5та редакція Dungeons & Dragons набагато послабила його», хоча він «все ще становить серйозну загрозу для більшості груп шукачів пригод, завдяки своєму діапазону потужних заклинань зачарування та псіонічних атак, але це більше не загроза епічного рівня». Скотт Бейрд також заявив, що ілітиди загалом «вважаються одними з найбільш ненависних істот у Dungeons & Dragons».
Філіп Дж. Клементс вважав здирачів розуму «фірмовими монстрами D&D всесвіту».

## В світовому медіа
Здирачі розуму з'являються в багатьох відеоіграх, зокрема Angband, Bloodborne, Demon's Souls, Final Fantasy, NetHack, Lost Kingdoms, Kingdom of Loathing і Lost Souls.
- Ілітид Ульхалот в Baldur's Gate: Dark Alliance II[en] є охоронцем Жаровні Вічного Вогню. В іграх Neverwinter Nights: Hordes of the Underdark, Baldur's Gate II і Icewind Dale II можна зустріти поселення ілітидів різного розміру. Антагоніст у преміум-модулі Neverwinter Nights: Kingmaker також є ілітидом. Перший акт Baldur's Gate III цілком зосереджений на видаленні личинок здирачів розуму з мозку персонажів гравця.[59]
- В Planescape: Torment персонаж гравця може розкрити історію ілітидів, пов'язану з ґітзераями та ґітіянкі, вивчаючи кільця Нерозривного кола Зертімона, якими володіє Дак'кон.
- У 30-му епізоді веб-коміксу The Order of the Stick[en](написаного Річем Барлю[en]) бард Елан стикається з ілітидом у його лігві. ілітид вирішує не їсти мозок Елана через дурість барда, і тому замість цього вони починають грати в Скрабл.[60] Епізод 31 містить посилання на улюблену їжу ілітідів.[61] Епізод 32 розбиває четверту стіну, вказуючи на той факт, що ілітиди є ліцензованою власністю Wizards of the Coast.[62]
- Серіал Дивні дива від Netflix після восьмого епізоду другого сезону використовував назву «Mind Flayer» для позначення одного з головних антагоністів серіалу.[63][64]

## Ліцензування
Ілітиди є інтелектуальною власністю (Product Identity) компанії Wizards of the Coast, тому вони не публікуються в рамках Ліцензії на відкрите програмне забезпечення (Open Game License).